# Romanisches Portal (Marcillé-Raoul)

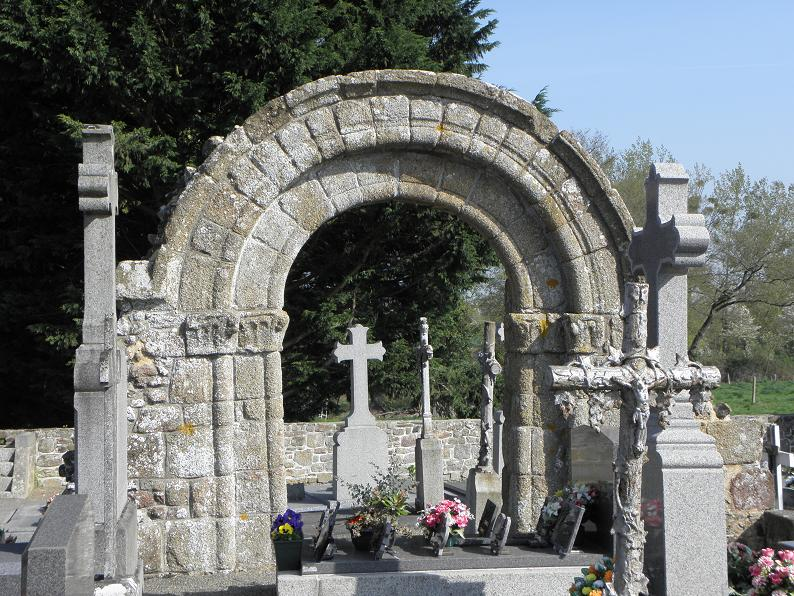
Romanisches Portal in Marcillé-Raoul

Das Romanische Portal auf dem Friedhof von Marcillé-Raoul, einer französischen Gemeinde im Département Ille-et-Vilaine in der Region Bretagne, stammt von der Kirche St-Pierre, die im 19. Jahrhundert abgerissen wurde. Das Portal wurde 1921 als Monument historique in die Liste der Baudenkmäler in Frankreich aufgenommen.
Die romanische Kirche aus Granit stand inmitten des Friedhofs. Sie wurde durch einen 1867 errichteten Neubau an anderer Stelle ersetzt.
Das Portal besitzt zwei unterschiedlich breite Bögen, die rechts und links auf zwei eingestellten Säulen mit Kapitellen ruhen. Diese sind mit pflanzlichen Motiven geschmückt.